# Weston Underwood (Derbyshire)
Weston Underwood – wieś w Anglii, w hrabstwie Derbyshire, w dystrykcie Amber Valley. Leży 9 km na północny zachód od miasta Derby i 191 km na północny zachód od Londynu. Miejscowość liczy 165 mieszkańców.